# 中度颱風

各個氣象機構對熱帶氣旋強度的分級。

中度颱風（英語：Moderate Typhoon）是中華民國交通部中央氣象局的一種颱風分級，其強度介於「輕度颱風」與「強烈颱風」之間。中度颱風的分級相當於中國大陸與香港的颱風至強颱風的等級，即中心持續風速達每秒32.7公尺（每小時118公里）至每秒50.9公尺之間；每秒32.6公尺或以下則為輕度颱風，每秒51公尺（每小時184公里）或以上則為強烈颱風。中度颱風的風力未及強烈颱風，但對陸地造成的破壞亦不容小覷。
要注意的是，雖然此分級有官方英文譯名，但是中央氣象局在英文版本颱風發佈上卻未有使用，而是直接採用世界氣象組織建議的英文分級名稱。而此級則對應世界氣象組織建議之「颱風」，因此英文發佈上會顯示為「Typhoon」。

## 特點
大多數中度颱風的中心氣壓介於970至930百帕斯卡，而暴風半徑大多介於為180公里至250公里之間。